# FK Wilchiwci
FK Wilchiwci (ukr. ФК «Вільхівці») – ukraiński klub piłki nożnej, mający siedzibę we wsi Wilchiwci w obwodzie iwanofrankiwskim, na zachodzie kraju, występujący od sezonu 2024/25 w rozgrywkach ukraińskiej Druhiej lihi.

## Historia
Chronologia nazw:
- 1969: Czajka Wilchiwci (ukr. ФК «Чайка» (Вільхівці))
- 07.2016: Kołos Horodenkiwczyzny Horodenka (ukr. ФК «Колос Городенківщини» (Городенка))
- 07.2018: Kołos Horodenkiwczyzny Wilchiwci (ukr. ФК «Колос Городенківщини» (Вільхівці))
- 02.08.2021: FK Wilchiwci (ukr. ФК «Вільхівці»)

Klub piłkarski Czajka Wilchiwci został założony we wsi Wilchiwci w 1969 roku. Pierwszy poważny sukces na szczeblu rejonowym ówczesna drużyna odniosła w 1974 roku, kiedy z sukcesem grała w drugiej lidze mistrzostw obwodu iwanofrankiwskiego i została zwycięzcą rozgrywek. W 1994 roku wzięła udział w zawodach strefowych o mistrzostwo Ukrainy wśród drużyn Towarzystwa Sportowego "Kołos". W 2010, 2011 i 2012 zespół zdobył mistrzostwo rejonu horodenkowskiego, w 2010 i 2011 roku Puchar rejonu, a w 2012 Superpuchar rejonu.
W 2014 roku zespół przystąpił do rozgrywek o mistrzostwo obwodu iwanofrankiwskiego, zajmując szóste miejsce w grupie Centrum drugiej ligi obwodowej. W 2015 roku został wicemistrzem drugiej ligi, w 2016 roku zwyciężył w drugiej lidze i otrzymał prawo do rywalizacji w pierwszej lidze mistrzostw obwodu iwanofrankiwskiego.
Latem 2016 roku główny klub rejonu Probij Horodenka zrezygnował z występów w pierwszej lidze mistrzostw. Na bazie Czajki z Wilchiwci, został utworzony klub "Kołos Horodenkiwczyzny", który zmuszony był przenieść się na stadion w Horodence ze względu na rozpoczętą na szeroką skalę rekonstrukcję stadionu w Wilchowcach. Zespół w sezonie 2017/18 zajął drugie miejsce w pierwszej lidze mistrzostw obwodu. W sezonie 2018/19 do rozgrywek na szczeblu obwodowym powrócił "Probij Horodenka", a "Kołos Horodenkiwczyzny" przeniósł się do Wilchiwci i startował w mistrzostwach rejonu. W 2019 roku zainaugurowano stadion "Czajka", wybudowany staraniem i środkami prywatnego przedsiębiorstwa "Wilchiwci". Stadion został zbudowany zgodnie z wymogami nowoczesnej infrastruktury sportowej i pod względem parametrów odpowiada arenie, na której rozgrywane są mecze klubów Druhiej lihi mistrzostw Ukrainy. W sezonie 2020/21 klub ponownie przystąpił do rozgrywek na szczeblu obwodowym, zajmując drugie miejsce w drugiej lidze obwodowej.
2 sierpnia 2021 roku klub został zarejestrowany jako "FK Wilchiwci". W sezonie 2022/23 zespół po raz pierwszy został mistrzem obwodu. Latem 2024 roku klub zgłosił się do rozgrywek Drugiej ligi (D3) i otrzymał status profesjonalny.

## Barwy klubowe, strój, herb, hymn
|  |  |

Klub ma barwy żółto-czarne. Piłkarki domowe spotkania zazwyczaj grają w żółtych koszulkach, czarnych spodenkach oraz żółtych getrach.

## Sukcesy

### Trofea międzynarodowe
Do chwili obecnej klub jeszcze nigdy nie zakwalifikował się do rozgrywek europejskich.

### Trofea krajowe
| \| \| Zdobyte trofea w rozgrywkach Ukrainy (stan na: 11-07-2024) \| |                                                            |      |          |
| Rozgrywki                                                           | Osiągnięcie                                                | Razy | Sezon(y) |
| · Mistrzostwo                                                       | I miejsce                                                  | 0    |          |
| · Mistrzostwo                                                       | II miejsce                                                 | 0    |          |
| · Mistrzostwo                                                       | III miejsce                                                | 0    |          |
| Puchar                                                              | zdobywca                                                   | 0    |          |
| Puchar                                                              | finalista                                                  | 0    |          |
| Puchar                                                              | ?                                                          | 1    | 2024/25  |
| II liga                                                             | I miejsce                                                  | 0    |          |
| II liga                                                             | II miejsce                                                 | 0    |          |
| II liga                                                             | III miejsce                                                | 0    |          |
| Ukraina                                                             | Zdobyte trofea w rozgrywkach Ukrainy (stan na: 11-07-2024) |      |          |

- Druha liha (D3):
  - ?.miejsce (1x): 2024/25
- mistrz obwodu iwanofrankiwskiego: 2022/23
- wicemistrz obwodu iwanofrankiwskiego: 2017/18, 2023/24
- mistrz II ligi mistrzostw obwodu iwanofrankiwskiego: 2016
- wicemistrz II ligi mistrzostw obwodu iwanofrankiwskiego: 2015
- mistrz rejonu horodenkowskiego: 2010, 2011, 2012)
- zwycięzca Pucharu rejonu horodenkowskiego: 2010, 2011
- zwycięzca Superpucharu rejonu horodenkowskiego: 2012
- zdobywca Pucharu Pidhiria: 2023

## Poszczególne sezony

### Rozgrywki międzynarodowe

#### Europejskie puchary
Nie uczestniczył w rozgrywkach europejskich.

### Rozgrywki krajowe
| \| Ukraina \| Bilans występów klubu w rozgrywkach piłkarskich Ukrainy (Stan na 31 maja 2024 r.) \| \| |                                                                                   |        |       |   |   |   |    |    |     |            |        |        |      |
| Poziom                                                                                                | Rozgrywki                                                                         | Sezony | Mecze | Z | R | P | B+ | B– | Pkt | Lata       | Awanse | Spadki | Naj. |
| I | Premier-liha                                                                      | 0      |       |   |   |   |    |    |     |            | 0      | 0      |      |
| II | Persza liha                                                                       | 0      |       |   |   |   |    |    |     |            | 0      | 0      |      |
| III                                                                                                   | Druha liha                                                                        | 1      |       |   |   |   |    |    |     | od 2024/25 | 0      | 0      | ?    |
| IV | Amatorska liha                                                                    | 0      |       |   |   |   |    |    |     |            | 0      | 0      |      |
| | Puchar Ukrainy                                                                    | 1      |       |   |   |   |    |    |     | od 2024/25 | 0      | 0      |      |
| Ukraina                                                                                               | Bilans występów klubu w rozgrywkach piłkarskich Ukrainy (Stan na 31 maja 2024 r.) |        |       |   |   |   |    |    |     |            |        |        |      |

## Piłkarze, trenerzy, prezydenci i właściciele klubu

### Trenerzy
...
- 07.2022–06.2024:  Andrij Nesteruk
- 07.2024–...:  Andrij Łachniuk

## Struktura klubu

### Stadion
Klub piłkarski rozgrywa swoje mecze domowe na stadionie Czajka we wsi Wilchiwci, który może pomieścić 1.500 widzów.

## Kibice i rywalizacja z innymi klubami

### Derby
- Probij Horodenka
- Pokuttia Kołomyja